# والودیمیر میتین
والودیمیر میتین (انگلیسی: Volodymyr Mitin؛ زادهٔ ۱۹۳۷ (۸۷–۸۸ سال)) دوچرخه‌سوار اهل اتحاد جماهیر سوسیالیستی شوروی است.